# Linha de visada

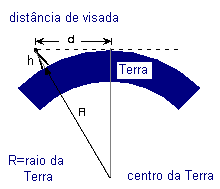
Linha de visada de uma antena situada a um altura h (m).

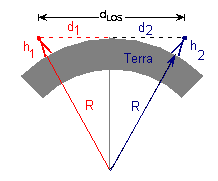
Alcance máximo de um enlace em propagação direta por linha de visada, sendo as antenas de alturas h_{1} e h_{2}.

Linha de visada é uma linha imaginária que une dois objetos sem interceptar obstáculos de modo que uma pessoa na posição de um dos objetos possa ver o outro. Na prática de tiro, linha de visada é aquela formada entre a alça de mira, a massa de mira e o alvo.
No caso de propagação de ondas de rádio (especialmente em VHF), a linha de visada direta fornece uma estimação do alcance do enlace de rádio. O alcance de um enlace em linha de visada (propagação direta) com duas antenas de alturas (expressas em metros) h1 e h2, respectivamente, é dado aproximadamente por:
{\displaystyle d\approx 4{\sqrt {h_{1}}}+4{\sqrt {h_{2}}}}, sendo d expressa em km . 
As duas figuras anexas ilustram como obter o resultado partindo de simples relações trigonométricas. Observando o triângulo retângulo da primeira figura, chega-se a relação: (R+h)2=R2+h2, sendo R=6,38.106 o raio aproximado da Terra, expresso em metros. Daí, chega-se a {\displaystyle d\approx {\sqrt {2R}}.{\sqrt {h}}} sendo h a altura da antena (em metros), pois h<<R. 
Como aproximação de engenharia, assume-se {\displaystyle d\approx 4.{\sqrt {h}}}. No caso da segunda figura, com duas antenas em linha de visada, usa-se o mesmo argumento para cada lado. Supõe-se que o ponto de tangência na superfície da Terra é exatamente o mesmo de modo a garantir a comunicação em visada direta (alcance máximo). Isto resulta na adição das duas distâncias, expressando o resultado em termos das alturas das duas antenas do enlace.